# Láng Thượng
Láng Thượng là một phường thuộc quận Đống Đa, thành phố Hà Nội, Việt Nam.
Phường Láng Thượng có diện tích 1,23 km², dân số năm 1999 là 19.967 người, mật độ dân số đạt 16.233 người/km².

## Di tích

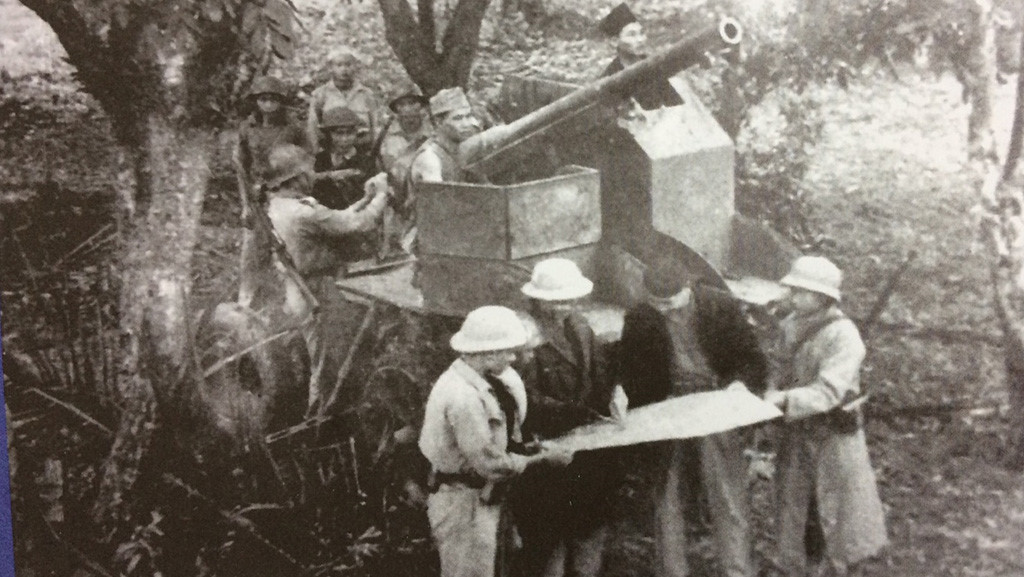
Pháo Đài Láng năm 1946

Trên địa bàn phường có di tích Pháo Đài Láng, là nơi bắn những loạt đạn pháo đầu tiên, phát hiệu lệnh cho Hà Nội mở đầu cuộc Toàn quốc kháng chiến theo mệnh lệnh của Bộ Tổng chỉ huy,đồng thời được nhà nước công nhận là di tích quốc gia vào năm 1993.
Ngoài ra trên địa bàn phường còn có chùa Láng, một ngôi chùa cổ thời nhà Lí có từ thế kỉ 12.